# Spaden (Heds socken, Västmanland)
Spaden är en sjö i Skinnskattebergs kommun i Västmanland och ingår i Norrströms huvudavrinningsområde. Sjön har en area på 0,241 kvadratkilometer och ligger 68 meter över havet.

## Delavrinningsområde
Spaden ingår i det delavrinningsområde (661710-150077) som SMHI kallar för Utloppet av Lillsvan. Medelhöjden är 77 meter över havet och ytan är 21,85 kvadratkilometer. Räknas de 18 avrinningsområdena uppströms in blir den ackumulerade arean 299,32 kvadratkilometer. Gisslarboån som avvattnar avrinningsområdet har biflödesordning 4, vilket innebär att vattnet flödar genom totalt 4 vattendrag innan det når havet efter 173 kilometer. Avrinningsområdet består mestadels av skog (50 procent), öppen mark (11 procent) och jordbruk (12 procent). Avrinningsområdet har 3,82 kvadratkilometer vattenytor vilket ger det en sjöprocent på 17,5 procent.